# Légende de la Belle Maguelonne
La légende de la Belle Maguelonne raconte les aventures et les amours de Pierre de Provence, fils du comte de Provence, et de Maguelonne, une princesse napolitaine. La cathédrale de Maguelone a été bâtie aux XIIe et XIIIe siècles en bord de mer sur l'ancienne île côtière de Maguelone en l'honneur de cette légende médiévale.

## Sources

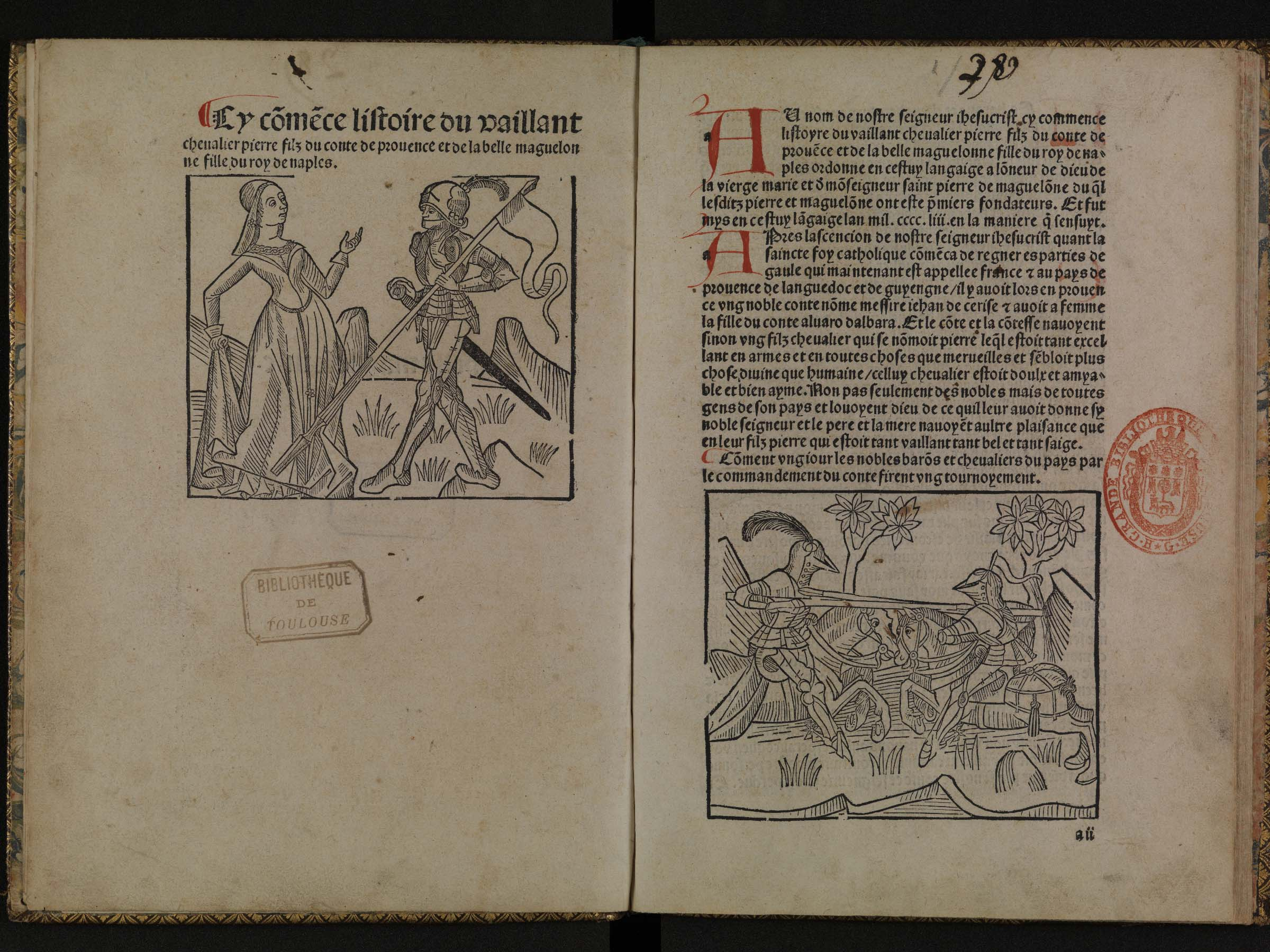
La Belle Maguelonne, incunable conservé à la Bibliothèque municipale de Toulouse

La source la plus ancienne à son sujet est un roman en prose daté de 1453, appelé Pierre de Provence et la belle Maguelonne, et qui sera réédité par A. Biebermann en 1913. 
Jean Baumel, en 1953, dans Le livre de Maguelonne, détaille les différents manuscrits et éditions de cette légende et l'analyse avant d'en reproduire le texte.
Pour Encyclopaedia Universalis, il s'agit d'un roman écrit au XIIe siècle par Bernard de Trèves, chanoine de la cathédrale de Maguelone, près de Montpellier. 

## Légende
Au Moyen Âge, Pierre, fils d'un comte de Provence, aurait entendu parler de la beauté d’une princesse napolitaine qui s’appelait Maguelonne. Il décida de partir pour la cité italienne afin de la rencontrer. Lorsqu’il arriva sur les lieux, il participa à un tournoi qu’il gagna. Sa victoire lui permit d’être invité chez le roi et d’enfin rencontrer la princesse. Dès qu’ils se virent, les deux jeunes gens tombèrent éperdument amoureux l’un de l’autre. Pour prouver son amour, Pierre offrit trois anneaux d’or à sa promise. Une vie de richesse ne les intéressait pas ; aussi, un soir, décidèrent-ils de s’enfuir à cheval. Toute la nuit durant, le cheval galopa. Lorsque le Soleil commença à se lever, ils firent une halte au bord de la mer afin de se reposer. C’est alors qu’un oiseau déroba les trois anneaux d’or de la princesse et s'enfuit en direction du large. Avec tout son courage, Pierre décida de poursuivre l’oiseau sur une barque, mais soudain une tempête se leva et fit chavirer la petite embarcation. Pierre était voué à disparaître, car il était perdu en pleine mer. Mais un navire maure venant d’Afrique passa par là et sauva Pierre d’une mort certaine.
Pendant ce temps, Maguelonne attendait désespérément. Inquiète, triste, elle marchait sur la plage attendant le retour de son bien-aimé. Elle arriva sur une petite île qu’on appelait alors « Port Sarrazin ». Dans toute sa détresse, elle comprit qu’elle ne pouvait compter que sur Dieu, aussi décida-t-elle de fonder un hôpital et une église sur ce tout petit îlot. Lorsqu’elle donna un nom à l’église, elle n’hésita pas et ses pensées se figèrent sur son amour disparu : l’édifice allait s’appeler Saint-Pierre, en hommage à son courageux bien-aimé.
Pierre était quant à lui parvenu à accomplir de grands faits d’armes auprès de l’armée du sultan. Pour le récompenser, celui-ci lui redonna sa liberté.
Pierre prit aussitôt la décision de partir pour retrouver sa princesse mais il fut abandonné sur une île déserte par son équipage. Il fut une nouvelle fois chanceux puisque des pêcheurs le retrouvèrent et le ramenèrent à l’hôpital de « Port Sarrazin » où il retrouva la belle Maguelonne.
Ainsi, selon la légende, naquit la cathédrale de Maguelone. 
Selon Frédéric Mistral, la légende renverrait à une supposée conjonction septennale des planètes Vénus et Saturne,.

## Différents titres
L'histoire est connue en français sous différents titres :
- en français moyen (1400-1600)[4]
  - L'ystoire du vaillant chevalier Pierre de Provence et de la belle Maguelonne[4]
  - Ystoire du vaillant chevalier Pierre, filz du conte de Provence, et de la belle Maguelonne[4]
- en français 
  - La belle Maguelone et Pierre de Provence[4]
  - Histoire de la belle Maguelonne[4]
  - Histoire de Pierre de Provence et de la belle Maguelonne[4]
  - Histoire des amours de Pierre de Provence avec la belle Maguelone[4]
  - Livre de Maguelonne[4]
  - Pierre de Provence et la belle Maguelonne[4].

## Œuvres tirées de la légende

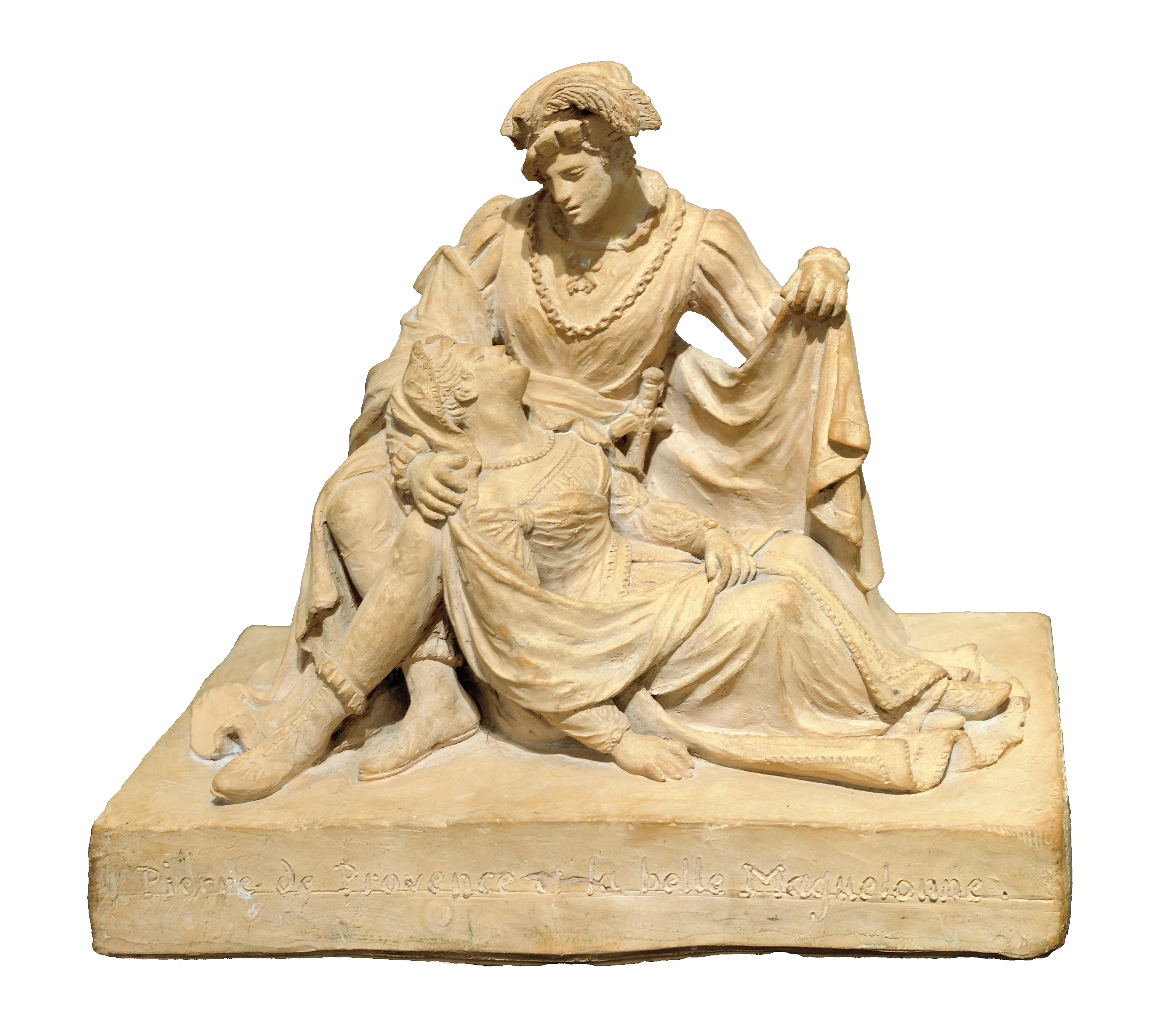
Pierre de Provence et la belle Maguelonne, par Clémence Sophie de Sermézy

La légende a inspiré  Ludwig Tieck (1773–1853), pour son roman Liebesgeschichte der schönen Magelone und des Grafen Peter von Provence (Les Amours de la Belle Magelone et de Pierre, Comte de Provence, 1797 (Hambourg & Vienne 1861/68). Johannes Brahms a tiré du roman précédent un cycle de 15 lieder : Magelone Romanzen, op. 33 (1862 (6 morceaux) et 1869 (complété)),.
Étienne Moulinié (1599-1676) s'inspira de l'histoire pour son Ballet du mariage de Pierre de Provence et de la belle Maguelonne (1638)
Clémence Sophie de Sermézy (1767-1850) réalisa une sculpture Pierre de Provence et la belle Maguelonne, aujourd'hui exposée au musée des Beaux-Arts de Lyon.